# Никитовка (Омская область)
Никитовка — деревня в Павлоградском районе Омской области. Входит в состав Новоуральского сельского поселения.

## История
Основана в 1909 году. В 1928 году поселок Никитовский состоял из 53 хозяйств, основное население — украинцы. В составе Новоуральского сельсовета Уральского района Омского округа Сибирского края.

## Население
| 1926 | 2010 |
| ---- | ---- |
| 284  | ↘0   |